# القارة (حضرموت)
القارة هي إحدى قرى الجمهورية اليمنية. وهي تتبع جغرافيًا لمحافظة حضرموت. وإداريًا لمديرية غيل باوزير. يبلغ تعداد سكانها 7561 نسمة حسب الإحصاء الذي جرى عام 2004.